# Henrik Gustaf von Knorring
Henrik Gustaf von Knorring, född den 15 maj 1753 på Lyttskär i Ulfsby socken, Åbo och Björneborgs län, död den 19 februari 1833 på Kumogård i Kumo socken, samma län, var en svensk militär. Han var sonson till Henrik Johan von Knorring och bror till Berndt Ulric von Knorring samt far till Frans Peter och Eugen von Knorring.
von Knorring blev student vid Åbo akademi 1766, förare vid Tavastehus regemente 1768, volontär vid fortifikationen 1769 och sergeant vid artilleriet 1771. Efter att ha blivit underlöjtnant där samma år fick han transport till Tavastehus regemente 1778. von Knorring blev kapten vid Björneborgs regemente 1779, sekundmajor där 1782 och överstelöjtnant 1792. Han befordrades till överste i armén 1801 och beviljades avsked 1804. von Knorring immatrikulerades på riddarhuset i Finland 1818 under nummer 138 bland adelsmän. Han blev riddare av Svärdsorden 1797.